# Thelymitra frenchii
Thelymitra frenchii là một loài thực vật có hoa trong họ Lan. Loài này được Jeanes mô tả khoa học đầu tiên năm 2004.